# Pico Granate
El Pico Granate, también llamado  Alto Granate, es un pico de montaña ubicado al norte de la Sierra de Santo Domingo en el estado Barinas, Venezuela. A una altitud de 4.015 m. s. n. m. el Pico Granate es el segundo más alto de Barinas, ya que el más alto es el pico El Llano (4240 m s.n.m.) ubicado en el parque nacional Sierra Nevada, como lo confirma el siguiente video propiedad del Centro de Excursión Caracas, filmado en el año 2012. https://www.youtube.com/watch?v=lHAenQW9QGc Edwin R Mora.